# ムンジャン語
ムンジャン語（Munjhan）は、インド・ヨーロッパ語族インド・イラン語派のイラン語群東イラン語群南東イラン語群パミール諸語に属する言語である。ムンジ語（Munji）、ムンジワル語（Munjiwar）、ムンジ、ムンジャニ（Munjani）ともいう。ムンジ、ムンジャニはムンジャンが由来である。アフガニスタン北東部のバダフシャーン州のムンジャン渓谷（Munjan）で話されている。
パキスタンカイバル・パクトゥンクワ州ガラムチャシュマの西、チトラルのロトコフの高地の渓谷で話されているイドガ語（Yidgha）に類似した言語である
。
歴史的には今は消滅した言語となっているバクトリア語と言語学的に最も近い可能性がある。
ガラムチャシュマ地域はアフガニスタン紛争の間、要衝となった。ソビエト連邦はアフガニスタンのバダフシャーン州とパキスタンのチトラルを隔てるドラフ峠を行きかう武器や人の流れを止めることはできなかった。ママルガ渓谷の地域とムンジャン渓谷の地域で話され、北部方言と南部方言に分かれていた2つの方言の間で、アフガニスタンでの戦争により人々がより安全な地域を求めてチトラル側に逃亡した後、ムンジャン語もともに移動している。